# Oparbella fagei
Espèce
Oparbella fagei est une espèce de solifuges de la famille des Solpugidae.

## Distribution
Cette espèce est endémique du Niger. Elle se rencontre dans le massif de l'Aïr dans la région d'Agadez.

## Étymologie
Cette espèce est nommée en l'honneur de Louis Fage.

## Publication originale
- Vachon, 1950 : Contribution à l'étude de l'Aïr (Mission L. Chopard et A. Villiers). Scorpions, Pseudoscorpions et Solifuges. Mémoires de l'Institut Français d'Afrique Noire. Série A. Sciences Naturelles, vol. 10, p. 93-107.